# Station Broad Green
Broad Green is een spoorwegstation van National Rail in Broadgreen, Liverpool in Engeland. Het station is eigendom van Network Rail en wordt beheerd door Northern Rail. Het station is geopend in 1830.

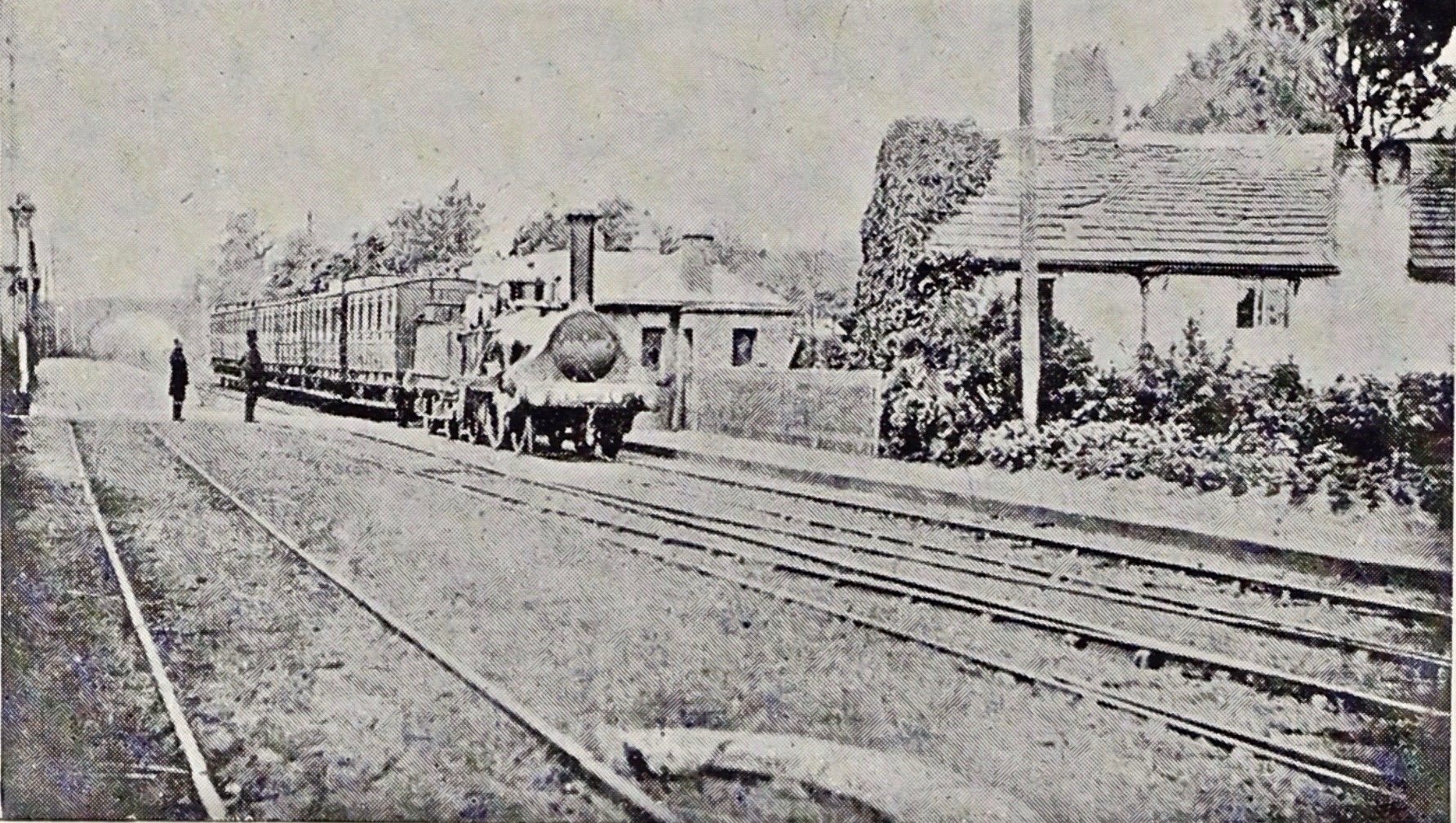
Station in 1865
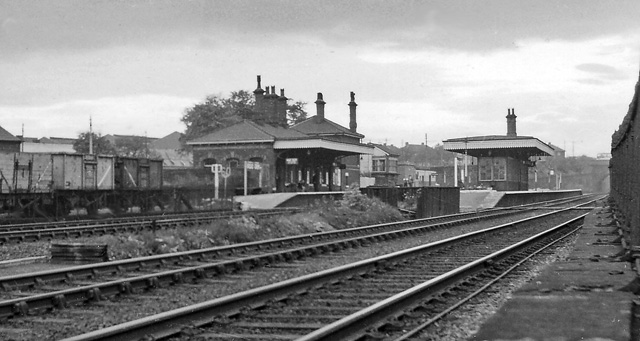
Station in 1961
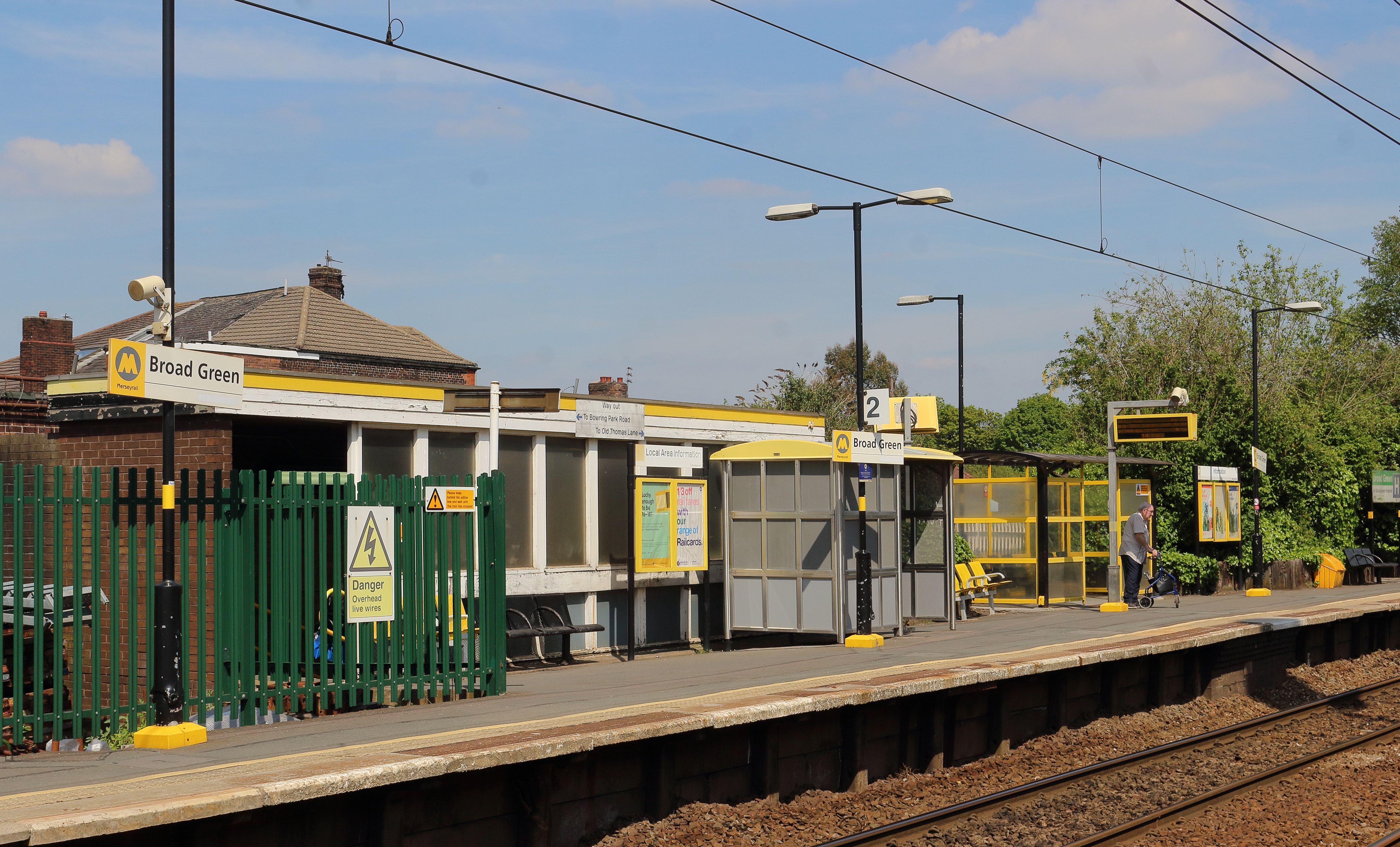
Station in 2019